# أبرشيات سانت فينسنت والغرينادين
سانت فينسنت والغرينادين تنقسم إلى 6 أبرشيات. خمسة من الأبريشيات تقع في جزيرة سانت فينسنت و واحدة في الغرينادين وهي ثلثي جزر الغرينادين.

## القائمة

أبرشيات سانت فينسيت والغرينادين

حدود الغرينادين

| الأبرشية                                | المساحة (كم²) | تعداد السكان (2000) | العاصمة                      |
| --------------------------------------- | ------------- | ------------------- | ---------------------------- |
| أبرشية شارلوت Charlotte Parish          | 149           | 38,000              | جورجتاون Georgetown          |
| أبرشية الغرينادين Grenadines Parish     | 43            | 9,200               | بورت إليزابيث Port Elizabeth |
| أبرشية سانت أندرو Saint Andrew Parish   | 29            | 6,700               | لايو Layou                   |
| أبرشية سانت ديفيد Saint David Parish    | 80            | 6,700               | شاتوبلير Chateaubelair       |
| أبرشية سانت جورج Saint George Parish    | 52            | 51,400              | كينغستاون Kingstown          |
| أبرشية سانت باتريك Saint Patrick Parish | 37            | 5,800               | بارولي Barrouallie           |